# Eisenbahnbrücke Massongex
Die Eisenbahnbrücke Massongex (französisch Pont ferroviaire de Massongex) führt die Simplonlinie zwischen den Orten Bex im Schweizer Kanton Waadt und Massongex im französischsprachigen Teil des Kantons Wallis über die Rhone.
Der im Französischen gelegentlich benutzte Name Pont des Paluds ist der im Eisenbahnverkehr verwendete Fachbegriff. Er stammt von der am linken Rhone-Ufer unmittelbar bei der Brücke gelegenen Häusergruppe Les Paluds, die von der Route du Simplon über den schmalen Chemin des Paluds erreicht wird. Die Ansiedlung bestand bereits vor der Eisenbahn; ihr Name dürfte auf die vor der ersten Rhone-Regulierung dort bestehenden Moore (französisch les paluds) zurückzuführen sein.

## Beschreibung
Die zweigleisige stählerne Eisenbahnbrücke ist mit einer Stützweite von 125,80 m die grösste der Schweiz.
Ihre Farbgebung lässt vermuten, dass sie eine echte Bogenbrücke sei, die sich auf die schrägen, weissen Widerlager abstützt. Tatsächlich ist es aber eine in sich verankerte Stabbogenbrücke, bei der der in Längsrichtung wirkende Schub der beiden Bögen von dem als Zugband ausgebildeten blau-weissen Fahrbahnträger aufgenommen und neutralisiert wird.
Ihre beiden parabelförmigen Bögen überragen die Gleise um 22,7 m. Es sind um 12° nach innen geneigte, zweizellige Hohlkästen mit einem rechteckigen Querschnitt, deren innerer Steg zur Verankerung der jeweils 16 Hänger dient. Die Bauhöhe der Hohlkästen nimmt von 1,85 m an der Basis auf 1,20 m im Scheitel ab. Der Fahrbahnträger besteht aus zwei ebenfalls nach innen geneigten, 4 m hohen Vollwandträgern und einer Fahrbahnplatte in Stahlverbundbauweise, auf der das Gleisbett aufgetragen wurde.
Die Brücke wurde ab Juli 2015 auf einer Wiese neben den Gleisen montiert und dann zunächst auf provisorische Beton-Stützwände neben die alten Brücken längsverschoben. Nachdem diese entfernt waren, erfolgte der Querverschub in die endgültige Lage.
Die Brücke wurde am 19. Dezember 2016 eröffnet. Sie wird täglich von mehr als 250 Zügen benutzt, darunter auch Doppelstockzüge.

## Geschichte
Die Eisenbahnlinie von Lausanne nach Sion und Brig wurde in einzelnen Abschnitten gebaut. 1857 wurde der Abschnitt Villeneuve–Bex eröffnet und zwei Jahre später auf dem anderen Rhone-Ufer der Abschnitt von Les Paluds über Saint-Maurice nach Martigny.
Die Brücke über die Rhone zwischen Bex und Les Paluds wurde 1860 fertiggestellt. Die eingleisige hölzerne Fachwerkbrücke hatte zwei 30 m weite und zwei kleinere Öffnungen, drei hölzerne Pfeiler und ebenfalls aus Holz gefertigte Widerlager.
1871 wurde sie durch eine schmiedeeiserne Brücke ersetzt.
Diese wurde 1903 durch eine 90 m lange stählerne Fachwerkbrücke ersetzt. Sie hatte einen im Stil der Zeit von Türmchen eingefassten, 70 m langen Fachwerkträger, an den sich beidseits je ein 10 m langer Vollwandträger anschloss. Das Gleis lag ohne Schotterbett direkt auf der Brücke.
1923 wurde flussabwärts neben ihr eine zweite identische Brücke für ein zweites Gleis gebaut.
Da die 1903 gebaute Brücke Anfang der 2000er Jahre altersbedingt nicht mehr von schweren Zügen befahren werden konnte und um eine Erweiterung des Flussbetts im Rahmen der Dritten Rhonekorrektion zu ermöglichen, beschlossen die Schweizerischen Bundesbahnen, beide Brücken durch die heutige zu ersetzen.